# 白金鋼筆
白金钢笔有限公司（プラチナ萬年筆株式会社），简称白金钢笔，是一家日本钢笔制造商，总部位于日本东京。白金钢笔有限公司在1919年成立，最初的业务主要在冈山一带进行。1924年，白金钢笔在东京上野建立工厂。

## 产品
鋼筆
自動鉛筆